# ノバスコシア・ポンド

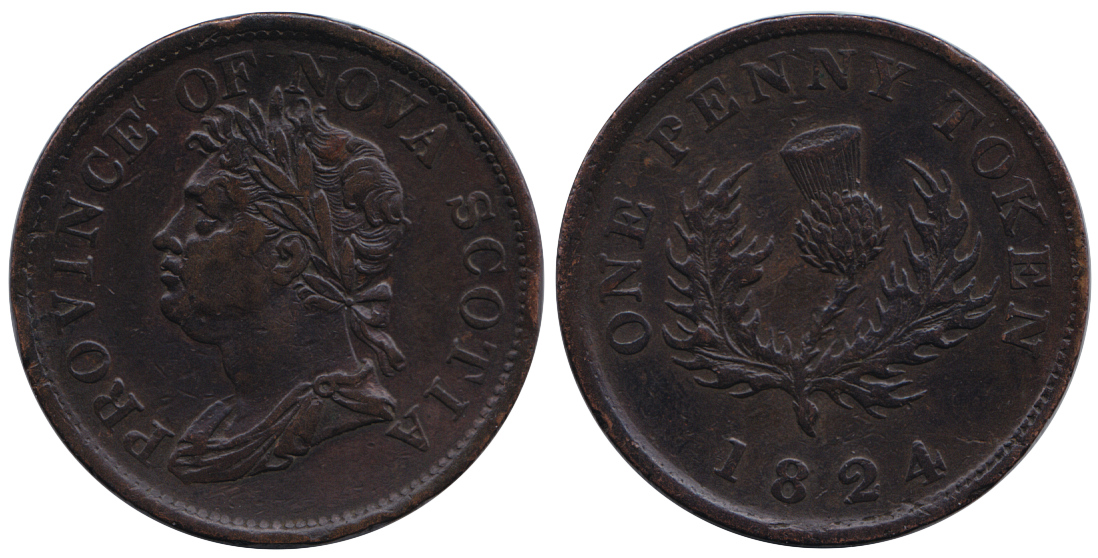
1824年にノバスコシアのために鋳造された銅の1pトークン。

ノバスコシア・ポンド（英語：Nova Scotian pound）は、ノバスコシア植民地（現在のカナダ・ノバスコシア州）で1860年まで使用されていた通貨。スターリング・ポンドと同価であった。1ポンド=20シリング、1シリング=12ペンスであった。1860年にノバスコシア・ドルに5ドル = 1ポンド（1ドル = 4シリング）の比率で置き換えられた。

## 硬貨
スターリング・ポンドの硬貨に加え、1823年と1856年に1⁄2ペニー、1ペニー銅貨が発行された。

## 紙幣
1812年から地元政府は1、2+1⁄2、5、50ポンドの紙幣を発行した。1813年から1830年の間1、2、5ポンド紙幣が発行され、1830年には5、10シリング紙幣が発行された。これらの法定紙幣の他に2つの銀行が紙幣を発行していた。1825年からハリファックス銀行が1+1⁄2、5、6、6+1⁄2、7ポンド紙幣、1834年からノバスコシア銀行が1+1⁄2、2、2+1⁄2、5、1⁄4、6、7、7+1⁄2、10ポンド紙幣を発行していた。